# أستراليا المفتوحة 2013
هنا قائمة الفائزين ببطولة أستراليا المفتوحة لسنة 2013:

## الأبطال

### فردي رجال
نوفاك دجوكوفيتش هزم.  أندي موراي, 6–7(2–7), 7–6(7–3), 6–3, 6–2

### فردي سيدات
فيكتوريا أزارينكا هزمت.  لي نا, 4–6, 6–4, 6–3

### زوجي رجال
بوب براين /  مايك براين هزما.  روبن هاسي /  ايغوز سيجسلينغ, 6–3, 6–4

### زوجي سيدات
ساره إيراني /  روبيرتا فينسي هزمتا.  أشلي بارتي /  كايسي ديلاكوا, 6–2, 3–6, 6–2

### زوجي مختلط
جارملا غاجدوسوفا /  ماثيو ايبدين هزما.
 لوسي هراديكا /  فرانشيسك شيرما, 6–3, 7–5

## الشباب

### فردي الناشئين
نيك كيرغيوس ضد  تاناسي كوكيناكيس 7–6(7–4), 6–3

### فردي الناشئات
آنا كونجوه ضد  كاترينا سينياكوفا 6–3, 6–4

### زوجي الناشئين
جاي أندريجيك /  برادلي موسلي ضد  Maximilian Marterer /  Lucas Miedler 6–3, 7–6(7–3)

### زوجي الناشئات
آنا كونجوه /  كارول تشاو defeated  ألكسندرا كوراشفيلي /  باربورا ستريكوفا 5–7, 6–4, [10–7]